# Amblyceps apangi
Amblyceps apangi е вид лъчеперка от семейство Amblycipitidae. Видът не е застрашен от изчезване.

## Разпространение и местообитание
Разпространен е в Индия (Аруначал Прадеш, Западна Бенгалия и Нагаланд).
Обитава сладководни басейни, реки и потоци.